# جزيرة سانت-لويس

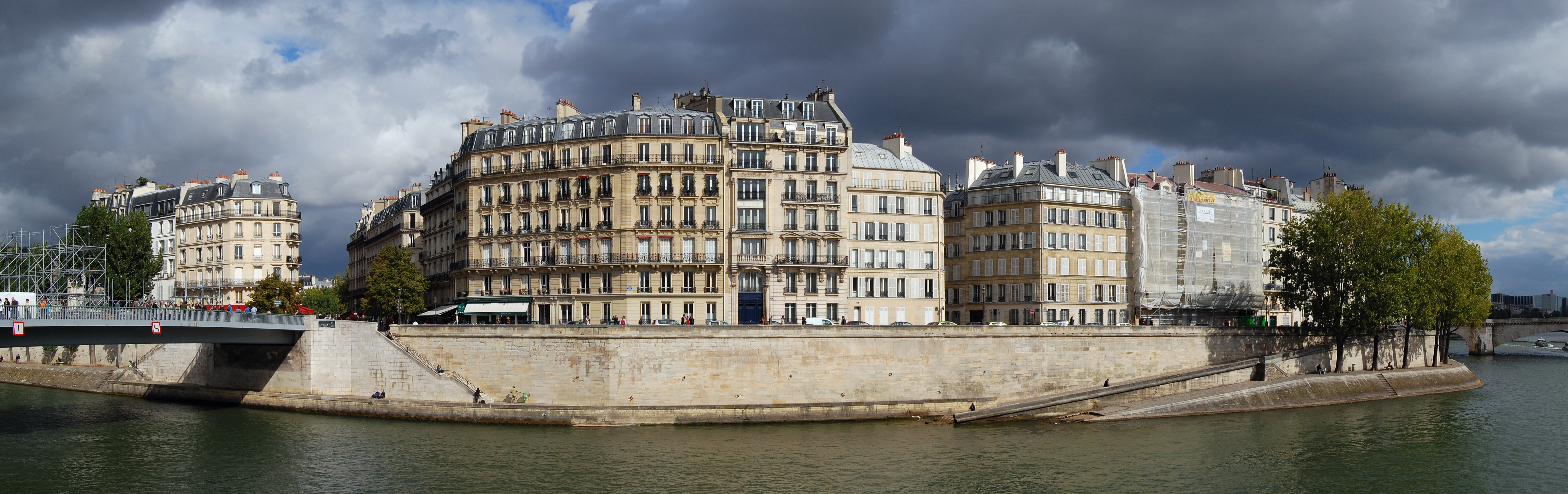
القسم الغربي من جزيرة سانت-لويس كما بشاهد من جزيرة المدينة.

جزيرة سانت-لويس (بالفرنسية: Île Saint-Louis)‏ هي جزيرة تقع في نهر السين في قلب باريس عاصمة فرنسا. تعد الجزيرة واحدة من جزيرتين طبيعيتين في نهر السين، حيث أن الأخرى هي جزيرة المدينة Île de la Cité.
تقع الجزيرة في الدائرة الرابعة في باريس، وترتبط مع باقي المدينة عبر عدة جسور.

## الخريطة

خريطة جزيرة سانت-لويس Île Saint-Louis

## اقرأ أيضاً
- جزيرة المدينة
- نهر السين